# E-Prix di Città del Messico 2019
L'E-Prix di Città del Messico 2019 è stato il quarto appuntamento del Campionato di Formula E 2018-2019. La gara è stata vinta da Lucas Di Grassi con il team Audi Sport ABT Schaeffler dopo la pole ottenuta da Pascal Wehrlein con la Mahindra.

## Prima della gara
La Dragon Racing sostituisce Maximilian Günther con Felipe Nasr.

## Risultati

### Qualifiche
| Pos.                        | N. | Pilota                 | Squadra                   | Qualifica   | Gap    | SuperPole | Gap    | Griglia |
| --------------------------- | -- | ---------------------- | ------------------------- | ----------- | ------ | --------- | ------ | ------- |
| 1                           | 94 | Pascal Wehrlein        | Mahindra Racing           | 59.604      | +0.011 | 59.347    | -      | 1       |
| 2                           | 11 | Lucas Di Grassi        | Audi Sport ABT Schaeffler | 59.739      | +0.146 | 59.653    | +0.306 | 2       |
| 3                           | 19 | Felipe Massa           | Venturi Grand Prix        | 59.719      | +0.126 | 59.695    | +0.348 | 3       |
| 4                           | 22 | Oliver Rowland         | Nissan e.Dams             | 59.593      | -      | 59.808    | +0.461 | 4       |
| 5                           | 28 | António Félix da Costa | BMW i Andretti Motorsport | 59.778      | +0.185 | 59.819    | +0.472 | 5       |
| 6                           | 23 | Sébastien Buemi        | Nissan e.Dams             | 59.763      | +0.170 | 59.949    | +0.602 | 6       |
| 7                           | 27 | Alexander Sims         | BMW i Andretti Motorsport | 59.782      | +0.189 |           |        | 7       |
| 8                           | 25 | Jean-Éric Vergne       | DS Techeetah              | 59.802      | +0.209 |           |        | 8       |
| 9                           | 48 | Edoardo Mortara        | Venturi Grand Prix        | 59.935      | +0.342 |           |        | 9       |
| 10                          | 16 | Oliver Turvey          | NIO Formula E Team        | 59.936      | +0.343 |           |        | 10      |
| 11                          | 3  | Nelson Piquet Jr.      | Panasonic Jaguar Racing   | 59.959      | +0.366 |           |        | 11      |
| 12                          | 36 | André Lotterer         | DS Techeetah              | 1:00.050    | +0.457 |           |        | 12      |
| 13                          | 8  | Tom Dillmann           | NIO Formula E Team        | 1:00.192    | +0.599 |           |        | 13      |
| 14                          | 6  | Felipe Nasr            | Geox Dragon Racing        | 1:00.210    | +0.617 |           |        | 14      |
| 15                          | 7  | José María López       | Geox Dragon Racing        | 1:00.293    | +0.700 |           |        | 15      |
| 16                          | 17 | Gary Paffett           | HWA Racelab               | 1:00.340    | +0.747 |           |        | 16      |
| 17                          | 4  | Robin Frijns           | Envision Virgin Racing    | 1:00.375    | +0.782 |           |        | 20      |
| 18                          | 20 | Mitch Evans            | Panasonic Jaguar Racing   | 1:00.424    | +0.831 |           |        | 17      |
| 19                          | 64 | Jérôme d'Ambrosio      | Mahindra Racing           | 1:00.455    | +0.862 |           |        | 18      |
| 20                          | 5  | Stoffel Vandoorne      | HWA Racelab               | 1:00.844    | +1.251 |           |        | 19      |
| 21                          | 66 | Daniel Abt             | Audi Sport ABT Schaeffler | 1:00.936    | +1.343 |           |        | 21      |
| Tempo limite 110%: 1:05.552 |    |                        |                           |             |        |           |        |         |
| 22                          | 2  | Sam Bird               | Envision Virgin Racing    | Senza tempo |        |           |        | 22      |

### Gara
| Pos.   | N. | Pilota                 | Squadra                   | Giri | Tempo/Ritiro  | Griglia | Punti |
| ------ | -- | ---------------------- | ------------------------- | ---- | ------------- | ------- | ----- |
| 1      | 11 | Lucas Di Grassi        | Audi Sport ABT Schaeffler | 45   | 1h13:15.422   | 2       | 25    |
| 2      | 28 | António Félix da Costa | BMW i Andretti Motorsport | 45   | +0.436        | 5       | 18    |
| 3      | 48 | Edoardo Mortara        | Venturi Formula E Team    | 45   | +0.745        | 9       | 15    |
| 4      | 64 | Jérôme d'Ambrosio      | Mahindra Racing           | 45   | +1.159        | 18      | 12    |
| 5      | 36 | André Lotterer         | DS Techeetah              | 45   | +1.785        | 12      | 10    |
| 6      | 94 | Pascal Wehrlein        | Mahindra Racing           | 45   | +5.210        | 1       | 12    |
| 7      | 20 | Mitch Evans            | Panasonic Jaguar Racing   | 45   | +5.800        | 17      | 6     |
| 8      | 19 | Felipe Massa           | Venturi Formula E Team    | 45   | +8.084        | 3       | 4     |
| 9      | 2  | Sam Bird               | Envision Virgin Racing    | 45   | +8.356        | 22      | 2     |
| 10     | 66 | Daniel Abt             | Audi Sport ABT Schaeffler | 45   | +8.438        | 21      | 1     |
| 11     | 4  | Robin Frijns           | Envision Virgin Racing    | 45   | +9.044        | 20      |       |
| 12     | 16 | Oliver Turvey          | NIO Formula E Team        | 45   | +11.252       | 10      |       |
| 13     | 25 | Jean-Éric Vergne       | DS Techeetah              | 45   | +19.153       | 8       |       |
| 14     | 27 | Alexander Sims         | BMW i Andretti Motorsport | 45   | +20.471       | 7       |       |
| 15     | 8  | Tom Dillmann           | NIO Formula E Team        | 45   | +20.871       | 13      |       |
| 16     | 17 | Gary Paffett           | HWA Racelab               | 45   | +23.272       | 16      |       |
| 17     | 7  | José María López       | GEOX Dragon               | 45   | +41.542       | 15      |       |
| 18     | 5  | Stoffel Vandoorne      | HWA Racelab               | 45   | +43.425       | 19      |       |
| 19     | 6  | Felipe Nasr            | GEOX Dragon               | 45   | +1:56.160     | 14      |       |
| 20     | 22 | Oliver Rowland         | Nissan e.DAMS             | 44   | Fine batteria | 4       |       |
| 21     | 23 | Sébastien Buemi        | Nissan e.DAMS             | 44   | Fine batteria | 6       |       |
| Rit    | 3  | Nelson Piquet Jr.      | Panasonic Jaguar Racing   | 2    | Incidente     | 11      |       |
| Fonte: |    |                        |                           |      |               |         |       |

## Classifiche
Classifica Piloti
| +/– | Pos | Pilota                 | Punti    |
| --- | --- | ---------------------- | -------- |
| 1   | 1   | Jérôme d'Ambrosio      | 53       |
| 1   | 2   | António Félix da Costa | 46 (-7)  |
| 2   | 3   | Sam Bird               | 45 (–8)  |
| 9   | 4   | Lucas Di Grassi        | 34 (–19) |
| 4   | 5   | Pascal Wehrlein        | 30 (-23) |

Classifica Squadre
| +/– | Pos | Squadra                     | Punti    |
| --- | --- | --------------------------- | -------- |
| 1   | 1   | Mahindra Racing             | 83       |
| 1   | 2   | Envision Virgin Racing      | 73 (–10) |
| 1   | 3   | BMW i Andretti Motorsport   | 64 (–19) |
| 1   | 4   | DS Techeetah Formula E Team | 57 (–26) |
|     | 5   | Audi Sport ABT Schaeffler   | 56 (–27) |